# Zametak
Zametak, embrij ili embrion (starogrčki: ἔμβρυον, množina ἔμβρυα) višestanični je diploidni eukariot u najranijem stadiju razvoja, od prve diobe stanica do rođenja, izlijeganja ili klijanja. Kod ljudi se naziva embrijem od trenutka oplodnje do kraja 8. tjedna trudnoće, nakon čega se naziva fetus.
Znanost koja proučava zametke naziva se embriologija.
Začećem nastaje oplođeno jajašce koje ima 46 kromosoma, 23 od oca i 23 od majke. Ta stanica sadrži složen genetski nacrt svake pojedinosti poput spola, visine, boje kože itd. Na DNK zapisane su sve potrebne genetske informacije. Njih ima veoma mnogo, toliko koliko bi stalo u pet setova Enciklopedije Britannice. Jako mnogo podataka zapisano je u jako minijaturnom obliku. Kada bi se na jedno mjesto skupili svi genetski podaci s DNA 5 milijardi ljudi na Zemlji, oni bili veličine dvije tablete.
Embrij se od početka svoga postojanja razlikuje od bilo koje majčine ili očeve stanice i raste slijedeći vlastiti put razvitka, upravljan samim sobom, prema vlastitom preživljavanaju i vlastitoj zrelosti. Embrij je ljudski, jer posjeduje genetičku konstituciju svojstvenu ljudskim bićima. Potpuno je programiran i aktivno predisponiran, da se razvije do zrelosti u ljudsko biće što će i postići, ako ne bude ometan bolešću ili vanjskim djelovanjem.
Pobačaj ili abortus je prekid trudnoće odstranjenjem ili izbačajem embrija iz maternice.

## Unutarnje poveznice
- Prenatalni razvoj čovjeka

## Vanjske poveznice
- Shema ljudskog fetalnog razvoja (engl.)
- Galerija s fotografijama zametaka raznih bića  Arhivirana inačica izvorne stranice od 6. veljače 2006. (Wayback Machine) (engl.)
- Razvoj ljudskog zametka (engl.)
- Zametak od oplodnje do rođenja  Arhivirana inačica izvorne stranice od 25. srpnja 2010. (Wayback Machine) (engl.)
- The Human Fertilisation and Embryology Authority (HFEA) (engl.)